# Buthus paris
Espèce
Synonymes
- Androctonus paris C. L. Koch, 1839
- Androctonus clytoneus C. L. Koch, 1839

Buthus paris est une espèce de scorpions de la famille des Buthidae.

## Distribution
Cette espèce se rencontre en Algérie, à l'est d'Alger, et en Tunisie, dans l'Atlas.

## Description
Buthus paris mesure de 60 à 75 mm.

## Systématique et taxinomie
Cette espèce a été décrite sous le protonyme Androctonus paris par Carl Ludwig Koch en 1839. Elle est considérée comme une sous-espèce de Buthus occitanus par Alekseï Bialynitski-Biroulia en 1903. Elle est élevée au rang d'espèce par Wilson R. Lourenço en 2003.

## Étymologie
Cette espèce est nommée  en référence à Pâris.

## Publication originale
- (de) Carl Ludwig Koch, Die Arachniden, vol. 5, Nuremberg, C.H. Zehsche Buchhandlung, 1839, 158 p. (lire en ligne), chap. 1/6, p. 25-30 et 125-158.